# Manfred Sestendrup
 Manfred Bernhard Sestendrup (* 16. September 1952 in Altenberge) ist ein deutscher Schriftsteller.

## Leben
Nach dem Abitur 1971 am altsprachlichen Gymnasium Augustinianum in Greven und der Wehrdienstzeit als Sanitäter studierte Sestendrup vom Wintersemester 1972 bis zum Sommersemester 1977 Germanistik und Sport an der Westfälischen Wilhelms-Universität in Münster. Seine Erste Philologische Staatsprüfung für das Lehramt am Gymnasium absolvierte er 1977, sein Referendariat beendete er mit dem Zweiten Staatsexamen 1979. Von 1980 bis 2017 unterrichtete er als Lehrer für Deutsch und Sport am Clemens-Brentano-Gymnasium in Dülmen.
Manfred Sestendrup erhielt neben anderen Auszeichnungen 1994 die Dankmedaille der Welthungerhilfe, 2004 die Kulturplakette der Stadt Dülmen und 2008 das Bundesverdienstkreuz am Bande.
Er schrieb wissenschaftliche Arbeiten zur Barock-Literatur, zahlreiche Gedichtbände und seit 1997 pointierte lyrische Biographien, in denen seine Titelfigur „PAUL“ – „mit Süffisanz und Ironie skizziert – alle Facetten unseres Lebens von der Kindheit bis zum Tode durchläuft“.
Seit 1978 überlässt er alle Einnahmen aus dem Verkauf seiner PAUL-Bücher der Welthungerhilfe. Er ist seit 1991 Mitglied im Schriftstellerverband.
Manfred Sestendrup wohnt seit 1983 in Dülmen. Er ist verheiratet mit Elfi Sestendrup, und sie haben drei Kinder. Als "Aktionsgruppe PAUL" engagieren sie sich ehrenamtlich für die Welthungerhilfe.

## Werke
- Ruhig mal ein bißchen. Verse, J. G. Bläschke Verlag, Darmstadt 1981, ISBN 3-7053-1198-0.
- Vom Dichter gewollt. Grimmelshausens Barock-Simplicissimus u. seine 20 Textillustrationen. Studien zu Grimmelshausen. Grimmelshausen-Archiv, Renchen 1983, ISBN 3-9800385-3-X.[5]
- Leben und Wandel Lazaril von Tormes: u. Beschreibung, was derselbe für Unglück und Widerwärtigkeit ausgestanden hat. verdeutscht 1614. Hrsg. von Manfred Sestendrup. Nachwort von Gisela Noehles, Reclam, Stuttgart 1983, (2. Aufl. 1993) ISBN 3-15-001389-5.
- Am Rande des Glücks. 100 Gedichte, Walter Leimeier Verlag, Lippstadt 1990, ISBN 3-925595-10-4.
- Die Mühe zum Guten: Gedichte 1977–1991 (15 Jahre Gedichte für die Deutsche Welthungerhilfe), Leimeier, Lippstadt 1991, ISBN 3-925595-14-7.
- Der Himmel fängt auf der Erde an. Walter Leimeier Verlag, Lippstadt 1994, ISBN 3-925595-18-X.
- Kinder Kinder die Welt. Kindergedichte, Walter Leimeier Verlag, Lippstadt 1994, ISBN 3-925595-25-2.
- Vier Kinder hat die Welt. 104 Vierzeiler, Walter Leimeier Verlag, Lippstadt 1996.
- Paul: Ein ganzes Leben in ganzen 40 Gedichten, Deutsche Welthungerhilfe / Leimeier, Bonn/Lippstadt 1997, ISBN 3-925595-28-7.
- PAUL gibt sein Bestes (lyrische Biographie Teil I), 6. überarb. Aufl. 2006; 117 beste Paul-Gedichte.[6]
- PAUL in Reimkultur (lyrische Biographie Teil II), 50 neue Paul-Gedichte, 2. überarb. Aufl. 2004 – vermehrt um 4 Satiren.
- PAUL zur Zeit bereit (lyrische Biographie Teil III), 70 neue Paul-Gedichte plus 10 Gedichte, die ihrer Zeit bedurften, 2. erweiterte Aufl. 2006.
- PAUL hilft weiter (lyrische Biographie Teil IV), 72 weiterhelfende Paul-Gedichte, 2008.
- PAUL tageweise (lyrische Biographie Teil V), Tagebuch und neue Gedichte, 2. erweiterte Aufl. 2019.
- PAUL sprichwörtlich gut (lyrische Biographie Teil VI), volksmundige Paul-Gedichte, 2018.
- PAUL zum Glück bereit (lyrische Biographie Teil VII), Sonderedition, 2021.
- PAUL kleinsein (Kindheitsgedichte), Sonderedition, 3. Aufl. 2022.
- Der kleine BEST of PAUL (Jubiläums-Sonderedition: Das Beste aus sieben lyrischen Biographien und 25 Jahren „Poetisches Projekt PAUL“), 2022.
- PAUL & Paula mit Paulchen und Pauline (lyrische Biographie Teil VIII), Sonderedition, 2022.
- PAUL hungrig auf Leben (lyrische Biographie Teil IX: anlässlich der Welthungerhilfe-Kampagne „Hunger auf Leben“) 2023.
- PAUL Jahreszeiten (lyrische Biographie Teil X) 2024
- BEST of PAUL (Pauls vollendete lyrische Biographie in 193 Gedichten), 6. Aufl. 2025.

## Auszeichnungen
- 1994: Dankmedaille der Welthungerhilfe
- 2004: Kulturplakette der Stadt Dülmen
- 2008: Bundesverdienstkreuz am Bande
- 2013: NRW-Lyrikerpreis Postpoetry[7]
- 2019: Literaturpreis der Welthungerhilfe (Ehrenpreis für 20 Jahre PAUL-Gedichte)